# 中島正一
中島 正一（なかじま　しょういち 、1946年〈昭和21年〉2月13日 - 1991年〈平成3年〉1月?）は、日本の海洋冒険家、水泳指導者。北海道福島町出身。
津軽海峡を単独で泳いで渡った初めての人物。世界の21海峡を泳破し、遠泳への認識を世間に広げた。

## 経歴

### 生い立ち
1946年2月13日、津軽海峡に面する松前郡福島町に生まれる。中学・高校時代は相撲部に所属し、大相撲力士を目指した。しかし体が小さく、角界に進むことは断念した。
国士舘大学へ進学後、水泳に転向した。

### 津軽海峡の横断
大学3年生だった1967年（昭和42年）8月27日、津軽海峡の横断に挑戦した。北海道最南端にある福島町の白神岬を出発し、南へ約19.6km対岸にある青森県の龍飛岬を目指した。
同日午前7時、白神岬灯台の西へ1kmの岩場の海岸から中島は出発した。開始から5時間ほどかけて海峡の中央部へ達するまでは良いペースで泳行した。
しかし、海峡中央部で強い海流（津軽暖流）に遭遇し、前へ進むことすら困難になった。地元の漁師は『大潮』と呼ぶ北東への強い流れで、中島は大きく押し戻されて到達目標がどんどん遠ざかっていった。伴走していた漁船に心配されて引き上げられ、流される前の位置まで戻されてから再開することを3度繰り返した。のちに中島はこのことを「速い潮流に対応する泳ぎ方の研究不足であり、また痙攣を起こしたことや遠泳時間とエネルギーの関係について勉強不足であったことなど、色々と大きく反省する点がある」と語っている。
水温も低く、体温の低下と疲労から、幾度も挫折しそうになった。しかし中島は座右の銘とした『泳道』『泳士』という観念を精神的支柱として堪え抜いた。
挫けずに懸命に泳いでいるうちに、中島は強い海流の水域を突破した。急に体が軽くなったことを感じ、悲壮が希望に変わったという。
開始から10時間20分後の午後5時20分、ついに龍飛岬の漁港へ泳ぎ着いた。地元の人々が集まり、中島を歓迎した。

### 津軽横断の以後
大学卒業後、ドーバー海峡、ポーク海峡、マラッカ海峡、ジブラルタル海峡、メッシーナ海峡と海峡単独横断への挑戦を重ねながら、1971年に東京都文京区にスポーツクラブ「ユウェナリス・スポーツ・クラブ」を設立。小学生たちを引率してリレー遠泳に挑戦した。
1980年代に入ると、体力の限界を感じたことを機にウィンドサーフィンに転向。グアム〜日本間の帆走などに成功したが、1991年1月、沖縄〜台湾間の帆走の途上で行方不明となった。2月18日に中島のサーフボードが発見された。享年45。

## 関連人物
- 千代の海茂夫 （福島町出身で、福島中学校相撲部の同級生）
- 成澤廣修（文京区長。ユウェナリスでの教え子の一人）
- 千代の富士（同じ福島町出身で、福島中学校相撲部の後輩）